# 皮塞居尔
皮塞居尔（法語：Puységur，法語發音：[pɥiseɡyʁ]）是法国热尔省的一个市镇，位于该省中东部偏北，属于孔东区和热尔洛马涅市镇公共社区。

## 地理
皮塞居尔（43°46'36"N, 0°36'18"E）面积7.26 平方千米，位于法国奧克西塔尼大區热尔省，该省份为法国西南部内陆省份，北起顺时针与洛特-加龙省、塔恩-加龙省、上加龙省、上比利牛斯省、大西洋比利牛斯省和朗德省接壤。
与皮塞居尔接壤的市镇（或旧市镇、城区）包括：拉瓦尔当斯、热尔河畔蒙泰斯特吕克、普雷沙克、罗克福尔、圣克里斯蒂。

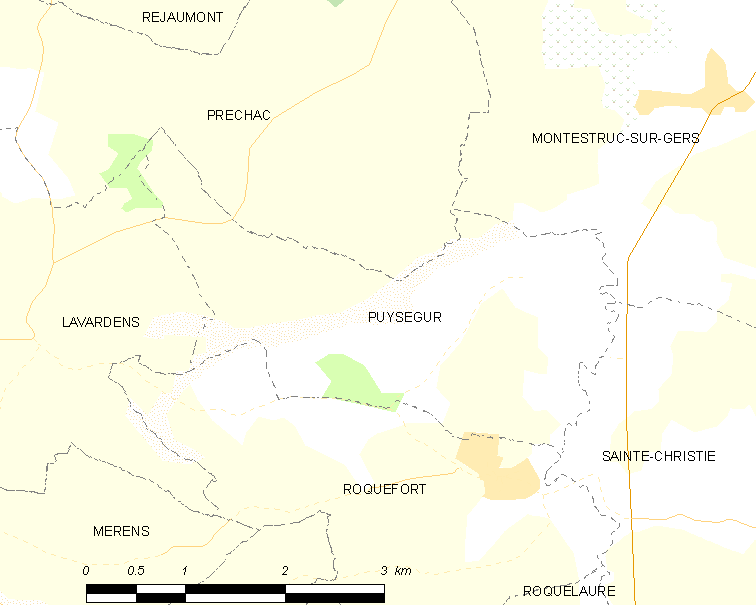
皮塞居尔的OSM定位图

皮塞居尔的时区为UTC+01:00、UTC+02:00（夏令时）。

## 行政
皮塞居尔的邮政编码为32390，INSEE市镇编码为32337。

## 政治
皮塞居尔所属的省级选区为弗勒朗斯-洛马涅县。

## 人口

1962-2008年间皮塞居尔人口变化图示

皮塞居尔于2022年1月1日时的人口数量为73人。